# Golpes de Estado en Cuba de 1934
Los Golpes de Estado en Cuba de 1934 fueron una rápida sucesión de dos Golpes de Estado, protagonizados por el ejército cubano, en La Habana, Cuba, comandados por el entonces Jefe del Ejército, Coronel Fulgencio Batista. 

## Hechos
La intención del primer golpe, el 15 de enero, fue la de deponer de la presidencia al presidente provisional Ramón Grau San Martín, que presidía el Gobierno Revolucionario. El segundo golpe, ejecutado tres días después, derrocó al efímero sucesor de Grau, ingeniero Carlos Hevia. Tras un brevísimo interinato, de apenas seis horas, del entonces canciller Manuel Márquez Sterling, el coronel Batista entregó la presidencia provisional de la República al también coronel Carlos Mendieta, del Partido Liberal.